# Michele Coppino
Michele Coppino (Alba, 1º aprile 1822 – Alba, 25 agosto 1901) è stato un politico italiano.

## Biografia

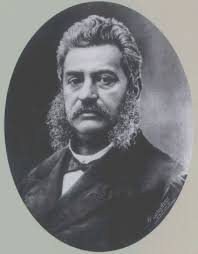
Michele Coppino

### Origini e formazione
Michele Coppino nacque ad Alba il 1º aprile 1822 da una famiglia di origini modeste: suo padre Giovanni Coppino era infatti un ciabattino, mentre la madre, Maria Mancardi, svolgeva la professione di cucitrice. Malgrado gli scarsi mezzi economici famigliari, Michele riuscì ad intraprendere gli studi nel seminario della sua città natale, dove fu uno studente brillante e laborioso. In tal modo, per meriti scolastici, ottenne un posto gratuito nel Palazzo del Collegio delle Province di Torino, grazie al quale poté iscriversi all'ateneo torinese, laureandosi in lettere nel 1844, a 22 anni.

### Carriera scolastica e universitaria
Subito dopo la laurea, Coppino esercitò la professione di insegnante in diverse scuole del Piemonte: dal 1844 al 1845 a Demonte, in provincia di Cuneo, dal 1846 al 1847 a Pallanza, nel 1848 a Novara, dove ritornò nel dicembre del 1849
dopo un breve periodo di insegnamento nel Collegio di Voghera. Poco dopo, nel 1850, Coppino venne nominato professore alla cattedra universitaria di letteratura italiana all'Università di Torino.
Oltre che docente, Michele Coppino sarebbe stato Rettore della stessa università dal 1868 al 1870, quando si trasferì a Roma per impegni politici.

### Carriera politica
Contemporaneamente all'attività accademica, Coppino iniziò ad affiancare un sempre più intenso impegno politico, che spesso e volentieri avrebbe preso il posto della professione universitaria. Accostatosi alla Sinistra storica di Urbano Rattazzi, fu candidato alla Camera per la prima volta alle elezioni del 15 novembre 1857 nel collegio di Alba, ma venne sconfitto al ballottaggio dal marchese Carlo Alfieri di Sostegno. Riuscì tuttavia a rifarsi il 16 febbraio 1860, quando venne eletto nello stesso collegio, nell'ultima legislatura del Regno di Sardegna, ma la sua nomina venne annullata perché era anche membro del Consiglio superiore della pubblica istruzione.
Infine, Coppino venne rieletto nelle elezioni del gennaio del 1861 con 611 voti a favore su 1039 votanti, nella prima legislatura del Regno d'Italia. Ma nuovamente la Camera annullò la sua elezione, sempre per le cariche che ricopriva presso il Consiglio superiore della pubblica istruzione e per essere professore di retorica al Collegio nazionale di Torino. Quindi, prima di ripresentarsi alle elezioni suppletive del 7 aprile, inviò una lettera di dimissioni al Ministro della pubblica istruzione del Regno d'Italia, Francesco De Sanctis, con il quale rinunciava anche alla sua pensione di professore. Infine, ripresentatosi alla tornata elettorale, riuscì finalmente a vincere con 759 voti su 785 votanti, e stavolta la sua elezione venne convalidata. Da allora fece parte del Parlamento quasi ininterrottamente per quarant'anni, e fu più volte Presidente della Camera dei deputati.
Come deputato, Michele Coppino si occupò di argomenti riguardanti la pubblica istruzione, come quando, nel gennaio del 1862 alla Camera dei deputati si oppose al disegno di legge proposto da De Sanctis che poneva l'Istituto veterinario annesso all'Università di Pisa alle dipendenze del Ministero dell'Agricoltura, Industria e Commercio. A detta del deputato piemontese, il provvedimento era illegale, perché al Ministero dell'Agricoltura, che stando alla Legge Casati aveva il controllo delle scuole speciali (agrarie, tecniche e commerciali), si affidavano gli istituti tecnici che la stessa legge poneva alle dipendenze del Ministero della pubblica istruzione. Pertanto propose una mozione di sfiducia al provvedimento ministeriale, che infatti venne ritirato.
Oppositore della Convenzione di settembre del 1864, Coppino venne eletto il 22 marzo 1867 vicepresidente della Camera, per poi assumere il 10 aprile il dicastero della pubblica istruzione nel Governo Rattazzi II, caduto il 27 ottobre in seguito al disastro della Battaglia di Mentana.
Dopo una breve parentesi di assenza dal Parlamento in seguito all'annullamento della sua elezione a deputato per incompatibilità con la sopraggiunta carica di rettore dell'Università di Torino, Michele Coppino si ripresentò alle elezioni politiche del 20 novembre 1870, indette dopo la Breccia di Porta Pia, riuscendo a venire rieletto. In seguito alla presa di Roma e la successiva Legge delle Guarentigie, che dava garanzie temporali e spirituali al pontefice Pio IX pur affermando nettamente la separazione tra Stato e Chiesa, il 25 gennaio 1871 il deputato italiano si pronunciò a favore della legge contro coloro che ritenevano impossibile la separazione tra potere temporale e quello spirituale.
Vicepresidente della Camera per pochi giorni dal 13 marzo al 25 marzo 1876, Coppino fu infine chiamato a far parte del primo e successivamente del secondo governo Depretis come Ministro della pubblica istruzione, in virtù della sua esperienza al Consiglio superiore della pubblica istruzione. Il nuovo ministro riuscì a mettere a frutto le precedenti esperienze dei suoi predecessori (Angelo Bargoni nel 1869, Cesare Correnti nel 1872 e Antonio Scialoja nel 1874), che avevano tentato di riformare la scuola elementare obbligatoria, varando il 15 luglio 1877 la riforma nota come Legge Coppino, che rese obbligatoria e gratuita la frequenza della scuola elementare fino ai 9 anni. La riforma prevedeva una scuola obbligatoria, gratuita e aconfessionale, e fissava tra le materie di insegnamento le "nozioni dei doveri dell'uomo e del cittadino", al posto dell'insegnamento religioso, che poteva essere effettuato solo a richiesta e fuori dall'orario scolastico. La Legge Coppino, pur con tutti i suoi limiti, fu una delle più innovative e progressiste riforme sociali varate dalla Sinistra storica durante il governo del Regno d'Italia, dato che il substrato di fondo era quello di rendere le masse popolari più consapevoli dei propri diritti e dei propri doveri e avvicinarli così progressivamente alla gestione della cosa pubblica.
Fu nuovamente ministro dell'istruzione nel Governo Depretis III, Governo Depretis V, Governo Depretis VI e Governo Depretis VII, oltre che nel Governo Crispi I tra il 1884 e il 1888: in questo periodo varò alcuni provvedimenti significativi, tra i quali il sostegno economico agli insegnanti, l'ordinamento degli asili d'infanzia e dell'istruzione classica e la legge sulla conservazione dei monumenti antichi.
Dimessosi l'8 febbraio 1888 per la bocciatura di un disegno di legge sulla conservazione del patrimonio artistico, Coppino restò tuttavia fedele a Crispi, supportando il suo programma di conquiste in Africa, ma all'avvicinarsi della crisi di fine secolo, che vedeva un pericoloso restringimento delle libertà politiche e individuali, non esitò a passare dalla parte di Giuseppe Zanardelli, verso il quale si concentravano le speranze dei liberal-democratici. E infatti il suo ultimo atto politico sarà il voto di fiducia al Governo Zanardelli il 22 giugno 1901, per poi spegnersi a Villa Rivoli, presso la natia Alba, il 25 agosto 1901, a 79 anni.

## Massoneria
Massone, fu iniziato il 17 febbraio 1860 nella loggia "Ausonia" di Torino.